# DIRAC
DIRACは、相対論的ab initio量子化学プログラムである。名称はポール・ディラックに因む。正式名称は「Program for Atomic and Molecular Direct Iterative Relativistic All-electron Calculations」（略称: PAM Dirac）。ハートリー＝フォック、MP2、密度汎関数理論、配置間相互作用、結合クラスター電子構造理論を使って様々な分子特性を計算することができる。Diracは、出発点としてディラック方程式を使い分子中の相対論的効果の正確な描写を提供する最も成功した汎用量子化学パッケージの1つである。本プログラムは学術コミュニティに対しては無料でソースコード形式で入手可能である。
2020年現在の最新版は、2019年12月12日に公開されたDIRAC19である。